# ثورة النيلة

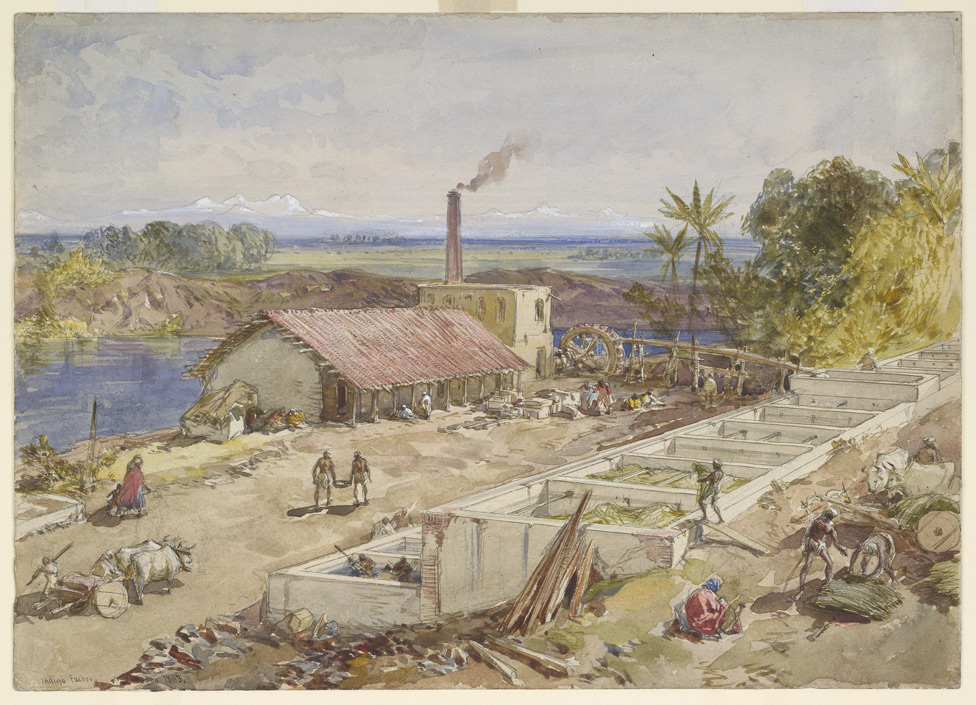
مصنع صباغة بيكانير في البنغال، 1867.

كانت ثورة النيلة حركة فلاحية تحولت لاحقًا إلى انتفاضة أشعلها المزارعون ضد أصحاب مزارع النيلة في البنغال عام 1859 واستمرت لأكثر من عام. كان زعماء القرى (الماندال) والرعية الكبيرة أكثر المجموعات نشاطًا وأكبرها عددًا في قيادة الفلاحين. وأخذ الساخطون من العمال السابقين لدى أصحاب المزارع الأوروبيين - «الغوماشتا» أو «الديوان» في مصانع النيلة، زمام المبادرة في بعض الحالات، لحشد الفلاحين ضد أصحاب المزارع.
في صيف عام 1859 في البنغال، تحول حنق الفلاحين وعزيمتهم التي لا تنضب لواحدة من أكثر الحركات الفلاحية شهرة في تاريخ الهند، وذلك عندما رفضوا زراعة النيلة لأصحاب المزارع الأوروبيين. بدأت الثورة في مقاطعة نادية، وانتشرت في مقاطعات مختلفة من البنغال في ستينيات القرن التاسع عشر، وتعرضت مصانع النيلة ومزارعها لهجمات عنيفة في العديد من المناطق. انتهت الثورة بعد تشكيل لجنة معنية بالنيلة في عام 1860 قدمت إصلاحات في المنظومة، وكانت استغلالية بطبيعتها.

## خلفية تاريخية
يعود تاريخ زراعة النيلة في البنغال إلى عام 1777، عندما أدخلها الفرنسي لويس بونو إلى شبه القارة الهندية. أصبح أول مزارع لنبتة النيلة في البنغال، وبدأ بزراعة المحصول في تالدانغا وغوالبارا بالقرب من هوغلي. وتبعًا لسيطرة الشركة على حكام البنغال، أصبحت زراعة النيلة مربحة تجاريًا أكثر فأكثر نتيجة الطلب على الصبغة الزرقاء في أوروبا. زُرعت في أجزاء كبيرة من بردوان وبانكورا وبيربوم وشمال 24 بارغاناس وناديا وجيسور وبابنا، وبحلول عام 1830 أُنشأ أكثر من ألف مصنع لإنتاج صبغة النيلة في جميع أنحاء البنغال. أقنع أصحاب مزارع النيلة الفلاحين بزراعتها في أراضيهم الخاصة عوضًا عن المحاصيل الغذائية. ووفروا قروضًا، تسمى دادون، بفائدة عالية جدًا. وبمجرد أن يأخذ الفلاح مثل هذه القروض، يظل مديونًا طوال حياته، إن لم ينقل دينه لورثته أيضًا. كان السعر الذي دفعه أصحاب المزارع هزيلًا، 2.5% فقط من سعر السوق. لم يتمكن الفلاحون من حصد أي ربح من زراعة النيلة. ولم ينالوا الحماية الكافية أمام أصحاب مزارع النيلة، الذين لجأوا إلى الرهن العقاري أو تخريب الممتلكات في حال عدم إبداء الفلاحين استعدادهم للامتثال. كانت قوانين الحكومة في صالح أصحاب المزارع. إذ مُنحوا، بموجب قانون صدر عام 1833، مطلق الحرية في التعامل مع الفلاحين. انحاز الزميندار (لقب حاكم المقاطعة)، الذين استفادوا أيضًا من زراعة النيلة، إلى أصحاب المزارع. وفي ظل هذه الظروف، لجأ الفلاحون إلى التمرد.
كان هناك إجماع لدى الطبقة الوسطى البنغالية على دعم الفلاحين. وصف المفكر البنغالي هاريش تشاندرا موكرجي محنة الفلاح الفقير في دوريته المناضل الهندي. لكن مسرحية نيل داربان لمؤلفها ديناباندو ميترا، ألقت بظلالها على المقالات من خلال وصفها للوضع. إذ أثارت المسرحية جدلًا كبيرًا وحظرتها سلطات الشركة لاحقًا بهدف السيطرة على التحريض الذي يتلقاه الهنود.

## الثورة
بدأت الثورة في قرية شوغاتشا بالقرب من كريشنانغار في مقاطعة ناديا، حيث قاد بيشنوتشاران بيسواس وديغامبار بيسواس التمرد ضد أصحاب المزارع في البنغال عام 1859. وسرعان ما انتشرت في مرشد أباد وبيربوم وبوردوان وبابنا وخولنا وجيسور. قاد الثورة في كالنا، بردوان شيامال موندال. نشر موندال منشورًا يدعى «مريتيكا» كتب فيه عن الاضطهاد الذي يمارسه أصحاب مزارع النيلة وعن مآسي الفلاحين. حوكم بعض أصحاب مزارع النيلة علانية وأُعدموا. وأُحرقت مستودعات النيلة. وهرب العديد من أصحاب المزارع لتجنب الاعتقال. كان الزميندار أيضًا أهدافًا للفلاحين المتمردين.
ردًا على ذلك، استعان أصحاب المزارع بمجموعات من المرتزقة وانخرطوا في اشتباكات مستمرة مع الفلاحين المتمردين. أشار المؤرخون إلى أن ثورة النيلة، على عكس حرب الاستقلال الهندية الأولى، لم توجه عداءها إلى السلطات الاستعمارية البريطانية، بل استهدفت أصحاب المزارع والتجار الأوروبيين؛ يشير المؤرخ سوبهاس بهاتاشاريا في ثورة النيلة البنغالية (1977) إلى أن «الحركة بدأت وانتهت بصفتها نضال ضد أصحاب المزارع». قُمع التمرد في نهاية المطاف من قِبل قوات المرتزقة التابعة لأصحاب مزارع النيلة، ولكن ليس قبل الإيقاف المؤقت لإنتاج النيلة في مساحات كبيرة قرب البنغال وكاثغارا. رفع أصحاب المزارع دعوات قضائية ضد مئات الفلاحين لخرقهم عقودهم بزراعة النيلة، وأُنفق أكثر من 17 ألف روبية في مرافعات هذه الدعاوى القضائية.

## التداعيات
لم تكن الأساليب التي اتبعها الفلاحون في المقاومة هي ذاتها في جميع المناطق. كانت الثورة التي بدأها بيشنوتشاران وديغامبار في شوغاتشا وغوبيندابور نزاعًا مسلحًا ضد أصحاب المزارع. لكنها تباينت باختلاف الزمان والمكان وكانت ساكنة وسلمية في معظمها. يصف المؤرخ جوغيش تشاندرا بوغال الثورة بأنها سلمية ويعتبر ذلك سببًا وراء نجاحها مقارنةً بثورة السيبوي. أما آر. سي. ماجومدار فيذهب في «تاريخ البنغال» إلى حد وصفها بسلف المقاومة السلمية والساكنة التي اعتمدها غاندي لاحقًا بنجاح. كان للثورة تأثير قوي على الحكومة، التي خصصت على الفور «لجنة النيلة» في عام 1860. وفي تقرير اللجنة، أدلى إي. دبليو. إل. تاور بشهادته قائلًا إنه «لم يصل صندوق نيلة واحد إلى إنجلترا دون أن يكون ملطخًا بدم بشري».
في عام 1860، شكلت السلطات الاستعمارية البريطانية لجنة النيلة بمبادرةٍ من النواب عبد اللطيف بهدف وضع حد للقمع الذي يمارسه أصحاب مزارع النيلة (من خلال تمرير قانون النيلة 1862).

## في الثقافة الشعبية
نُشر في دكا عام 1860 مسرحية للكاتب ديناباندو ميترا بعنوان نيل داربان وكانت قصتها مبنية على الثورة. ترجمها الشاعر مايكل مادوشودان دوتا إلى الإنجليزية ونشرها القس الأنجليكاني جيمس لونغ. حاكمت السلطات الاستعمارية لونغ لنشره المسرحية وأصدرت بحقه فترة اعتقال وغرامة قدرها 1,000 روبية. دفع كاليبراسانا سينا، صديق لونغ، الغرامة. أظهرت المسرحية ضرورتها وأهميتها في تطوير المسرح البنغالي وألقت بتأثيرها على غيريش تشاندرا غوش، الذي مضى قدمًا في عام 1872 لتأسيس المسرح الوطني في كولكاتا، حيث كانت نيل داربان أول مسرحية تجارية على الإطلاق تُعرض على خشبته.